# Propazin
Propazin ist eine chemische Verbindung aus der Gruppe der Triazine.

## Gewinnung und Darstellung
Propazin kann durch Reaktion von Cyanurchlorid und Isopropylamin gewonnen werden.

## Eigenschaften
Propazin ist ein farbloser Feststoff, der praktisch unlöslich in Wasser ist. Er ist stabil unter neutralen, schwach basischen und sauren Bedingungen.

## Verwendung
Propazin wird als Herbizid verwendet. Es wird zur Bekämpfung von breitblättrigen Unkräutern und Gräsern eingesetzt.

## Zulassung
Propazin wurde 2002 nicht in die Liste der zulässigen Pflanzenschutzmittel-Wirkstoffe in Anhang I der Richtlinie 91/414/EWG aufgenommenen.
In Deutschland, Österreich und der Schweiz sind keine Pflanzenschutzmittel mit diesem Wirkstoff zugelassen.